# Fritz Steimer
Fritz Steimer (* 15. Januar 1947 in Hausen im Killertal) ist Professor an der Fakultät Digitale Medien der Hochschule Furtwangen University. Seine Fachschwerpunkte liegen in den Bereichen (Online-)Marketing, (Online-)Werbung und E-Business.

## Leben und Karriere
Steimer hatte 13 Jahre lang verantwortliche Positionen bei einem großen deutschen Computerhersteller inne, unter anderem als Leiter des Internationalen Marketings. Während dieser Zeit war er Mitglied der EKOM (Expertenkommission Neue Medien) des Landes Baden-Württemberg unter Leitung des damaligen Ministerpräsidenten Lothar Späth. Im Jahr 1987 wurde Steimer als Professor an die Fachhochschule Furtwangen (heute Hochschule Furtwangen University) berufen. Dort lehrte und forschte er zunächst im Fachbereich Wirtschaftsinformatik.  Im Jahr 1989 wurde Steimer an der Universität Stuttgart mit dem Thema „Einsatzpotenziale Neuer Medien in mittelständischen Unternehmen“ zum Dr. rer. pol. promoviert.
Im Rahmen des Förderprogramms „Fachhochschule 2000“ konzipierte und gründete Steimer in den Jahren 1989 bis 1990 den europaweit ersten Hochschulstudiengang Medieninformatik, wofür er 2003 von Wissenschaftsminister Peter Frankenberg mit dem Lehrpreis des Landes Baden-Württemberg ausgezeichnet wurde. Infolge der Gründung wurden die Professoren Aichele und Kerres berufen, die ihn beim Auf- und Ausbau des Studiengangs und der zugehörigen Labors und Studios unterstützten. 
Steimer war sechs Jahre Dekan dieses Studiengangs, der dann 2000/2001 um den Studiengang OnlineMedien erweitert und dann unter die Fakultät Digitale Medien eingebunden wurde.
Ebenfalls 2001 entwickelte Steimer das curriculare Konzept für den Masterstudiengang Computer Science in Media, dem er seither als Leiter vorsteht. Dieser Studiengang wurde 2003 akkreditiert und befähigt die Absolventen u. a. zum Einstieg in den höheren Dienst. 
Er setzte und setzt sich auch stark für die internationale Ausrichtung der Fakultätsstudiengänge, vor allem durch eine Kooperation mit der San Francisco State University ein. Ein weiteres Abkommen auf Masterebene mit der Universität Leiden in Holland ist in Vorbereitung.
Steimer leitet außerdem das Transferzentrum Marketing-Kommunikation Neue Medien der Steinbeis-Stiftung für Wirtschaftsförderung. Er ist Autor zweier Fachbücher, zahlreicher Veröffentlichungen und war Referent auf vielen Fachkongressen.

## Werke
- 1998: Sicherung der Marktstellung mittelständischer Unternehmen durch Einsatz von Multimedia und Online-Medien
- 2001: mCommerce
- 2003: Dienstleistung und Service Internet, Multimedia